# Media Magic
«Медиа Меджик» была компания по разработке и внедрению свободного программного обеспечения.

## Коллектив
Технические специалисты, менеджеры и бизнес-аналитик; в том числе:
- Дмитрий Федюков — директор; в прошлом разработчик и архитектор, менеджер
- Сергей Рябчун — техдиректор; специалист по аппаратному обеспечению, кластерным технологиям, ядру Linux, графической подсистеме X.Org, системным компонентам (в том числе glibc), GNU toolchain (в том числе gcc)
- Виктор Советов — эксперт в области архитектуры и функционального программирования, аналитик
- Александр Чумаченко — ведущий разработчик терминальной технологии
- Михаил Шигорин — менеджер проектов, инженер интеграции

Примерно наполовину состоит из людей, перешедших из компании ЕМТ (которая, в свою очередь, была в первом витке создания системных услуг по переходу на СПО на Украине). Эти специалисты компании обладают если и не уникальным по стране, то обширным и разносторонним опытом миграции предприятий на Linux и/или иное свободное программное обеспечение.
По состоянию на март 2011 года были люди сосредоточены на кластерном направлении (продукт Clustrx).

## Услуги
Компания являлась единственной известной на Украине фирмой, предоставляющей услуги планирования, установки, настройки и оптимизации ПО для высокопроизводительных вычислительных кластеров «под ключ». Некоторые из созданных кластеров входят в 6, 7, 8, 9; кластер ИК НАНУ в 1—5 редакциях этого рейтинга создан при определяющем участии технического директора компании.
Предоставлялись услуги проектирования и реализации высокопроизводительных систем хранения данных на базе кластерной ФС Lustre.
Также проводились заказные аналитические исследования, предоставляются предложения по оптимизации деятельности.

## Продукция
Как партнёр компании «Альт Линукс» выпускала дистрибутив ALT Linux Terminal.
Под названием «Линукс Терминал» специализированный вариант этого дистрибутива входит в пакет СПО для школ России и является единственным среди комплектов ПСПО и комплекта «Первой Помощи» решением, позволяющим использовать большое количество устаревших компьютеров в школах России.

## Общественная деятельность
Сотрудники компании вели активную деятельность в сообществе разработчиков и пользователей свободного программного обеспечения — включая организацию ежегодных тематических конференций с 2002 года (тогда же по факту принявших статус международных, что сохраняется по сей день), регулярное участие в украинских, белорусских, российских тематических конференциях по разработке и применению СПО, организованных встречах на природе и т. п.
Технический директор компании, помимо вышеуказанного, принимал участие в работе различных конференций по теме высокопроизводительных вычислений (Украина, Болгария, Россия).
Ряд сотрудников также занимались политической деятельностью — в частности, Юрий Радченко известен по работе над законопроектом об использовании СПО в государстве.
Всё это отчасти происходило в рамках неформальной организации разработчиков OSDN и официально зарегистрированной UAFOSS.
Компания также являлась спонсором OSDN Conference 2006, 2007, 2008, FOSS Expo 2007, конференции FOSS Sea 2008.